# Bagossy Brothers Company

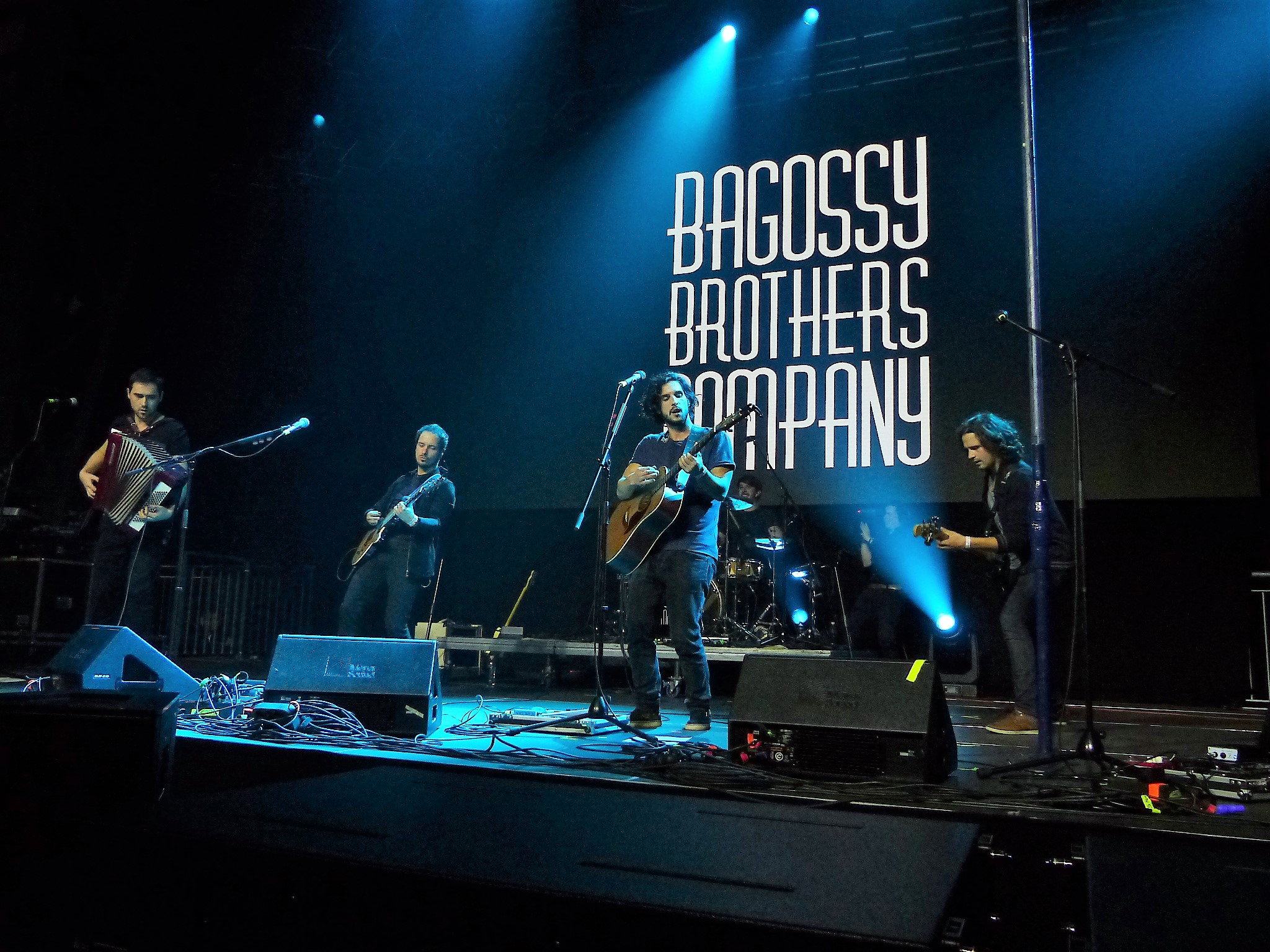
Szabadságkoncert, Budapest, 2017

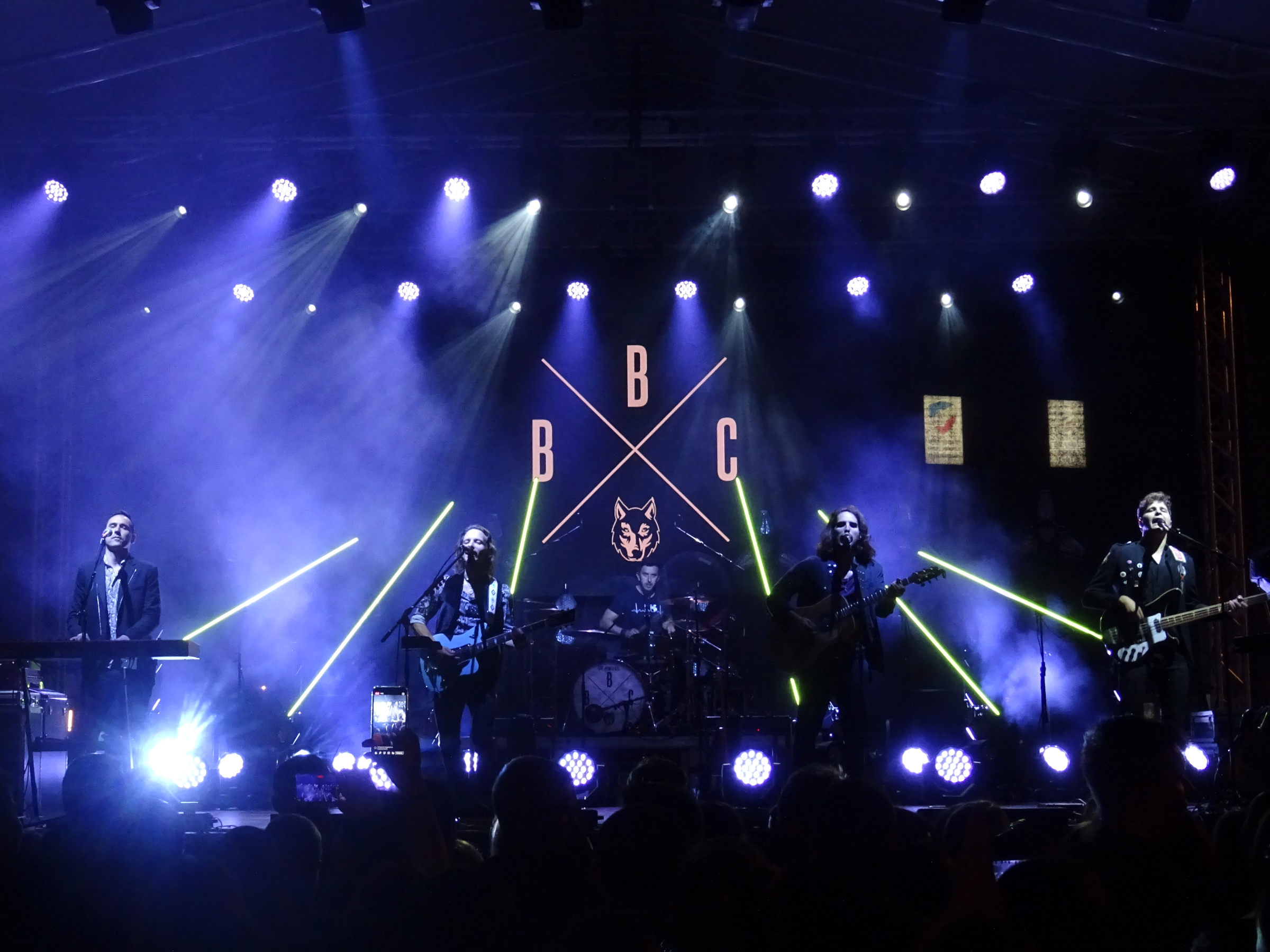
Brassó, 2022

A Bagossy Brothers Company 2013-ban alakult indie rock, alternatív rock, folk-rock stílusú zenét játszó, erdélyi magyar zenekar.

## Története
A tagok több éve együtt zenéltek; Bagossy Norbert visszaemlékezése szerint hat-hét zenekarban is megfordult, melyek mindegyikében ott volt öccse, Bagossy László, valamint Bartis Szilárd is. Miután megírták a sikeres Add vissza a játékom dalt, felmerült, hogy egy saját zenekart alapítanak, így 2013 májusában Gyergyószentmiklóson megalakult a Bagossy Brothers Company. A zenekar nevét a testvérpár – Bagossy Norbert (gitár/ének) és Bagossy László (basszusgitár/vokál) – családneve ihlette, hozzájuk csatlakoztak zenésztársaik, Bartis Szilárd (dobok), Tatár Attila (gitárok, vokál) és Kozma Zsombor (hegedű, harmonika, billentyűk). Az első években Tatár vállalta magára a zenekar menedzselését; klubokban énekeltek, fesztiválokon léptek fel Erdély több településén, számaikat pedig játszani kezdték az erdélyi és magyarországi rádiók.
2015-ben elnyertek egy pályázatot, mely támogatást nyújtott a kezdő zenekaroknak, így lehetőségük nyílt első stúdióalbumuk, az Elviszlek elkészítésére. A zenekar azt remélte, hogy az Erdélyben elért siker Magyarországon is megismétlődik, de ott kezdetben érdektelenség övezte munkájukat, és sok időbe és energiába került, mire ott is népszerűek lettek. A Bagossy az első erdélyi zenekar, mely Magyarországon és az egész Kárpát-medence szintjén ismert és sikeres lett; más erdélyi együttesek (például Metropol, TransylMania) ezt nem tudták elérni. 2016-ban már állandó résztvevői voltak a legfontosabb magyarországi és erdélyi zenei rendezvényeknek. 2017-ben jelent meg A Nap felé nagylemezük, a zenekart pedig Fonogram és Petőfi Zenei Díjra jelölték. 2019-ben elnyerték Az év akusztikus koncertje díjat a Petőfi Zenei Díjon, a 2018. november 5-én rendezett koncertjükért.
2019-ben megjelent harmadik stúdióalbumuk, a Veled utazom, mely Magyarországon hatszoros platina minősítést ért el, 2021-ben pedig a Fordul a világ. A tízéves fennállás során a Bagossy nemcsak Erdély, hanem Magyarország meghatározó együttese lett, számos pozitív visszajelzést kapott a szakma és a közönség részéről, és több olyan nagyszínpadon és ikonikus helyen lépett fel, amely a legtöbb induló zenekar számára elérhetetlen.
Bagossy Norbert szerint a dalok írásában nincs tudatosság, „nem voltam soha valamilyen stílusnak a híve, hanem mindig nyitott szemmel jártam-keltem a világban […] az érzéseimet, ahogy vannak, meg a világképemet írom bele a nótákba. Az öcsém ezt jól meghangszereli, […] ez így összeáll eggyé.” Az érzéseket nem tudatosan viszik be a dalokba, és a szövegekbe nem kerül történelmi, politikai mondanivaló vagy mitológiai utalások. Angol vagy más idegen nyelvű dalokat, dalváltozatokat nem terveznek, bár nem zárkóznak el nyugat-európai vagy amerikai fellépésektől. Ami a stílust illeti, „Stílus szempontjából mindig változunk […] minden dalba igyekszünk belerakni valami olyat, ami a korábbiakban nem volt, mert arra vagyunk kíváncsiak, hogy mire képes az a bizonyos szám.”

## Tagok

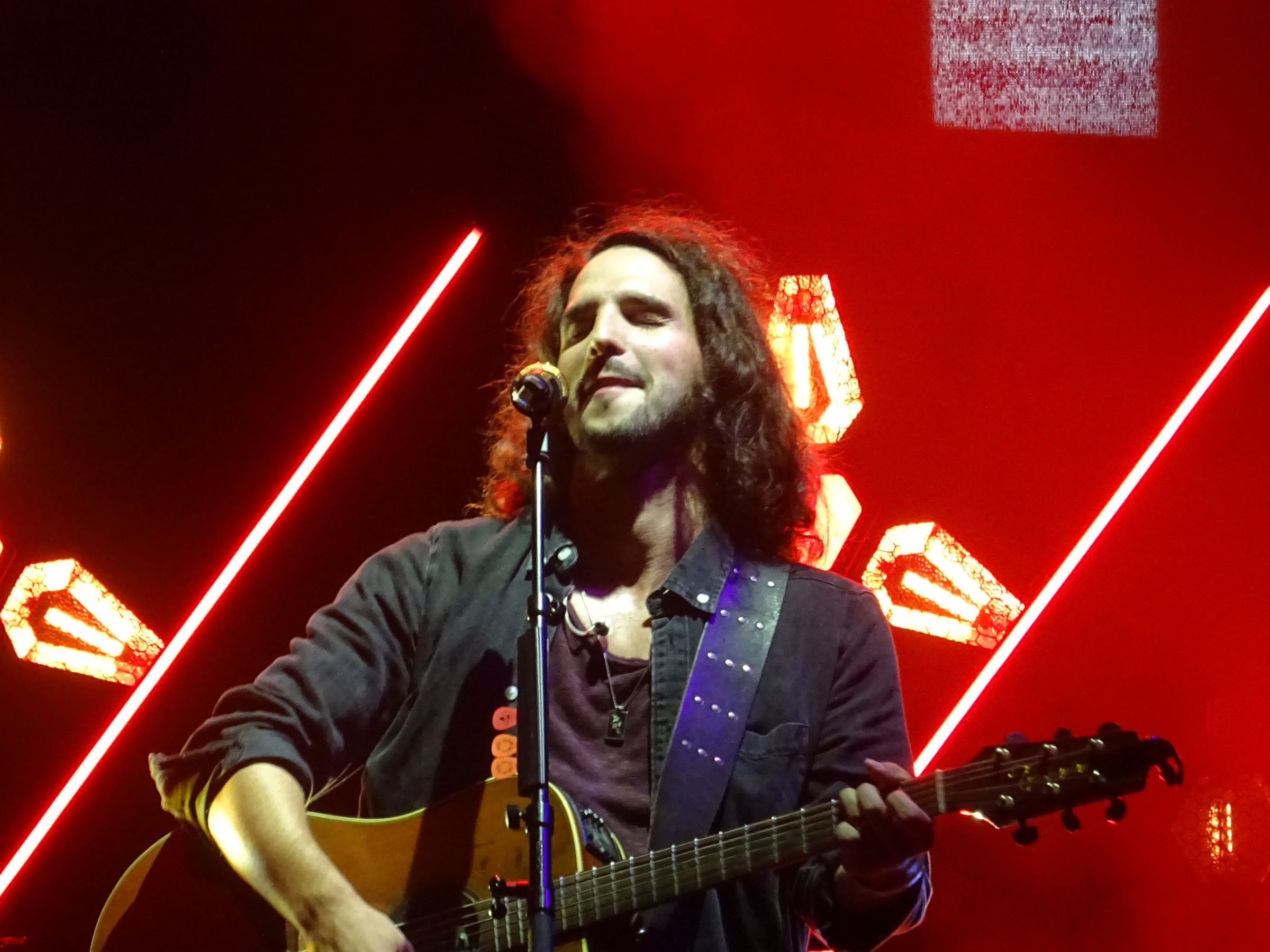
Bagossy Norbert
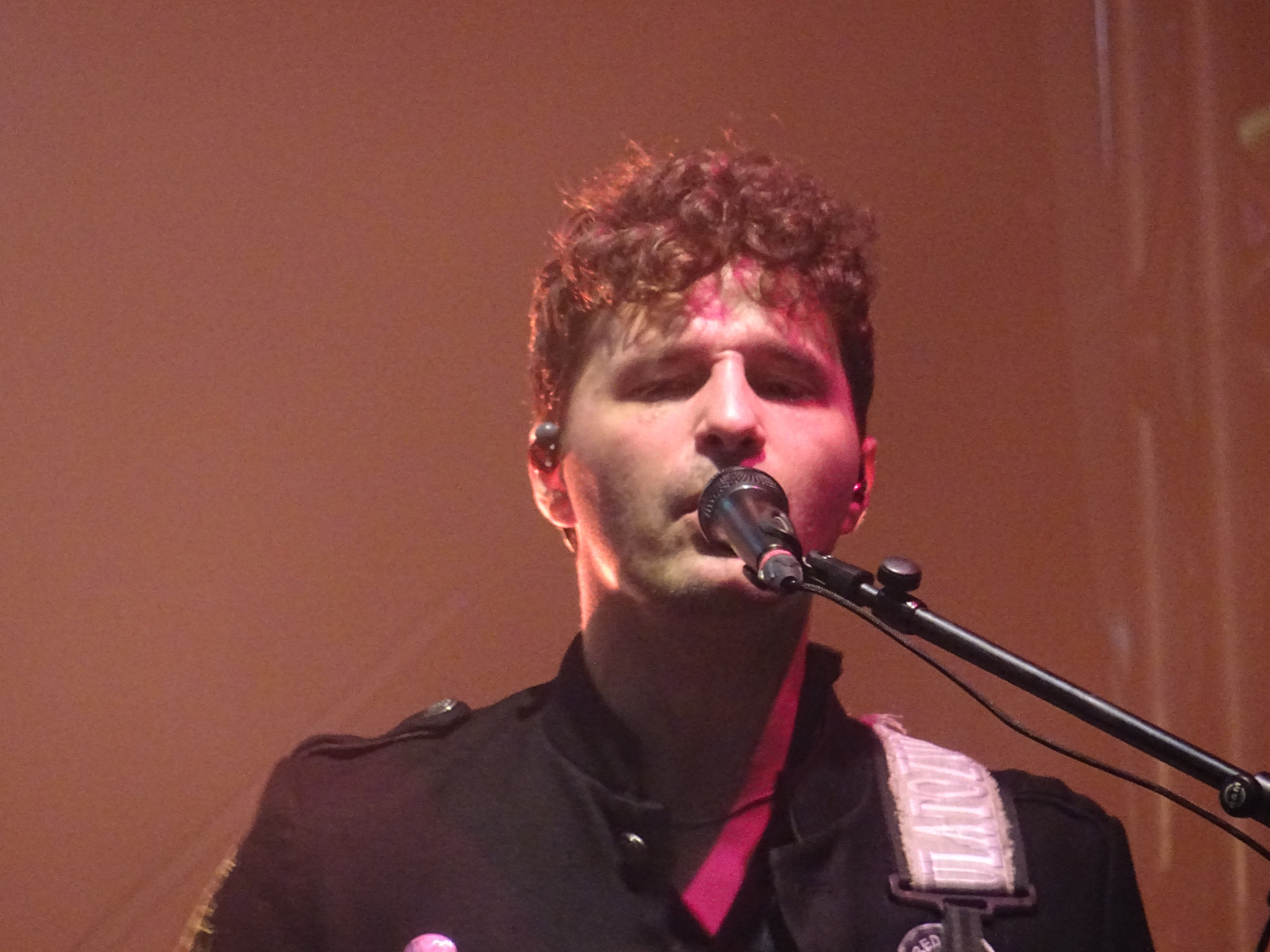
Bagossy László
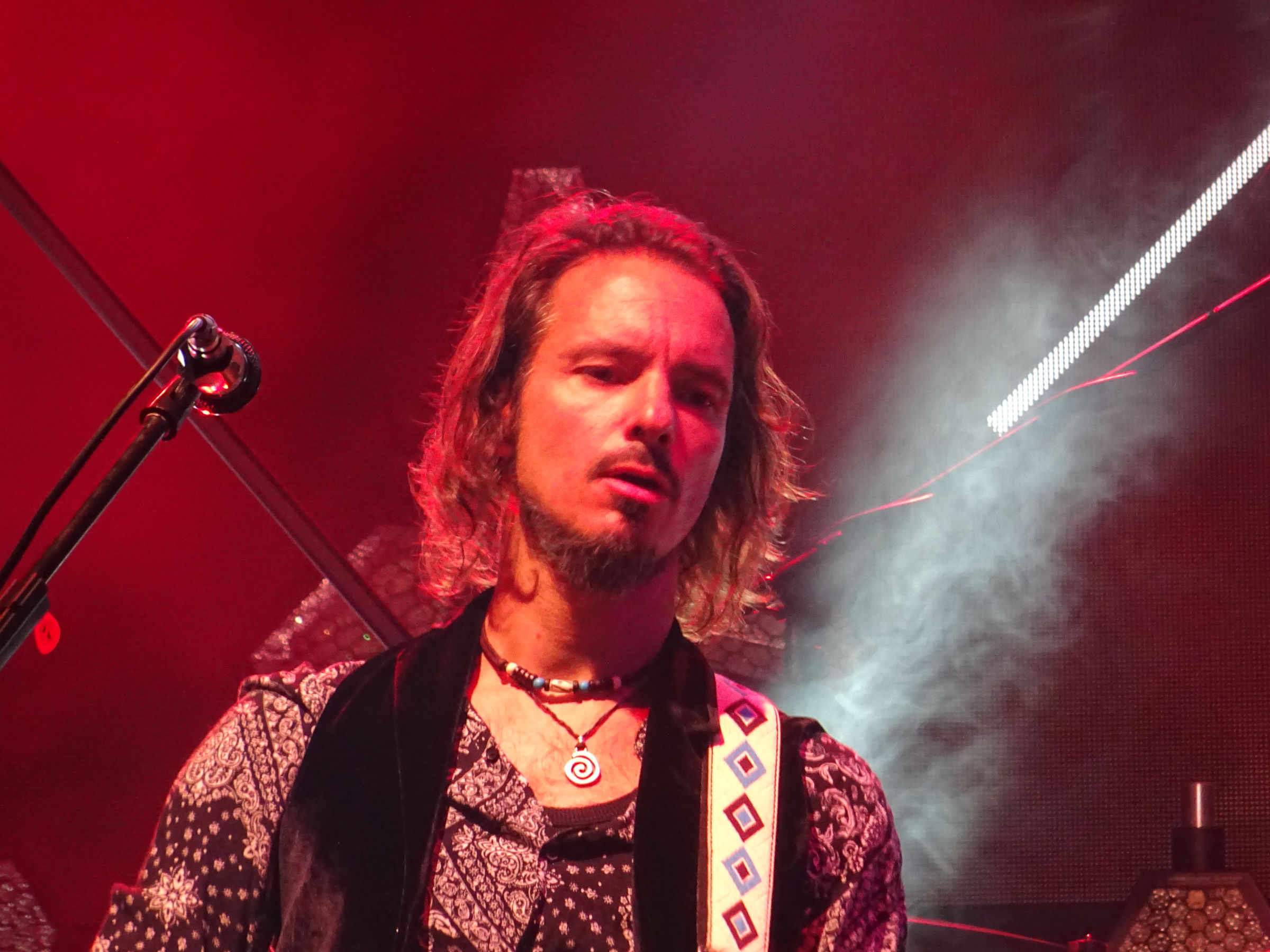
Tatár Attila
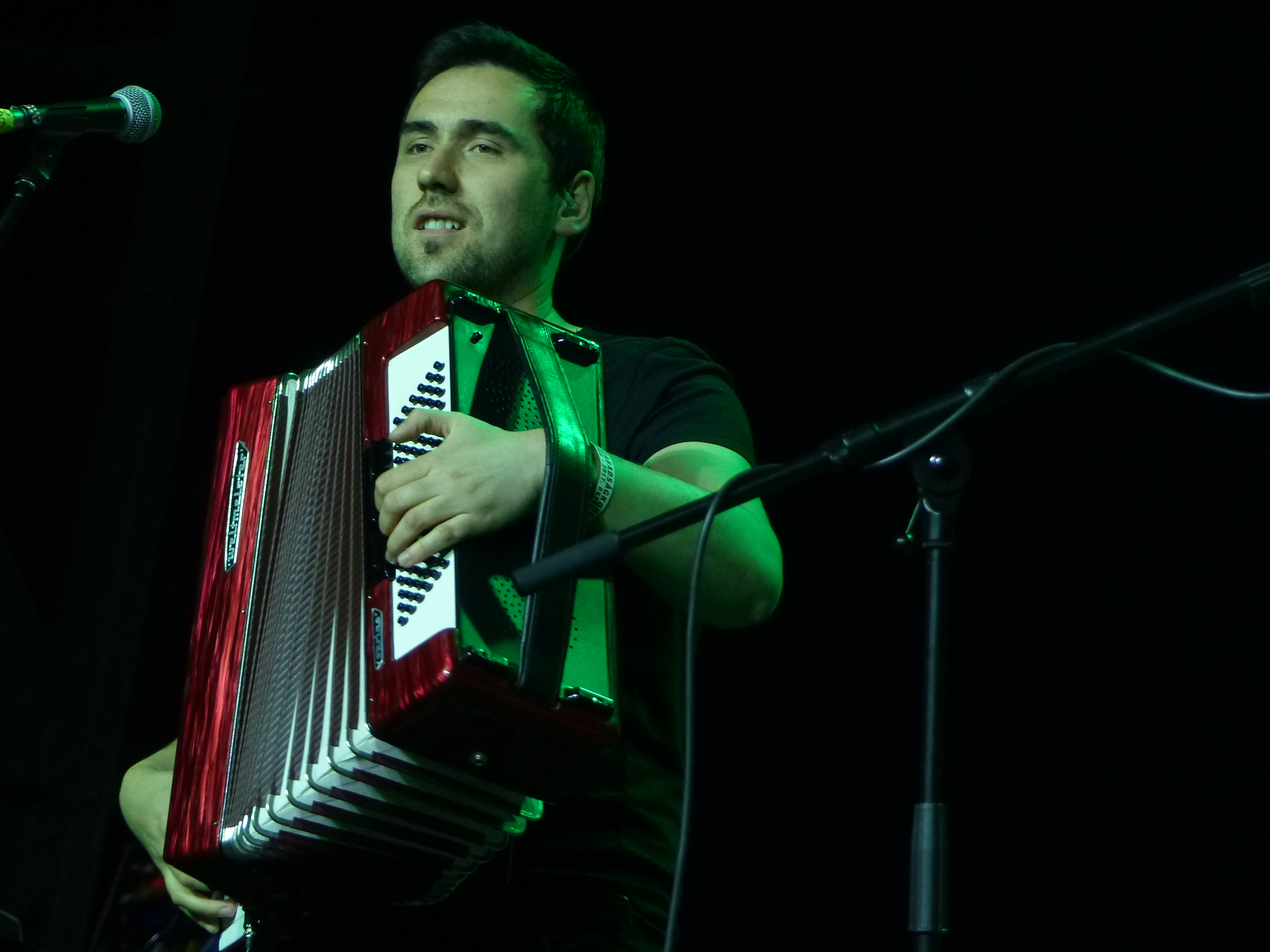
Kozma Zsombor
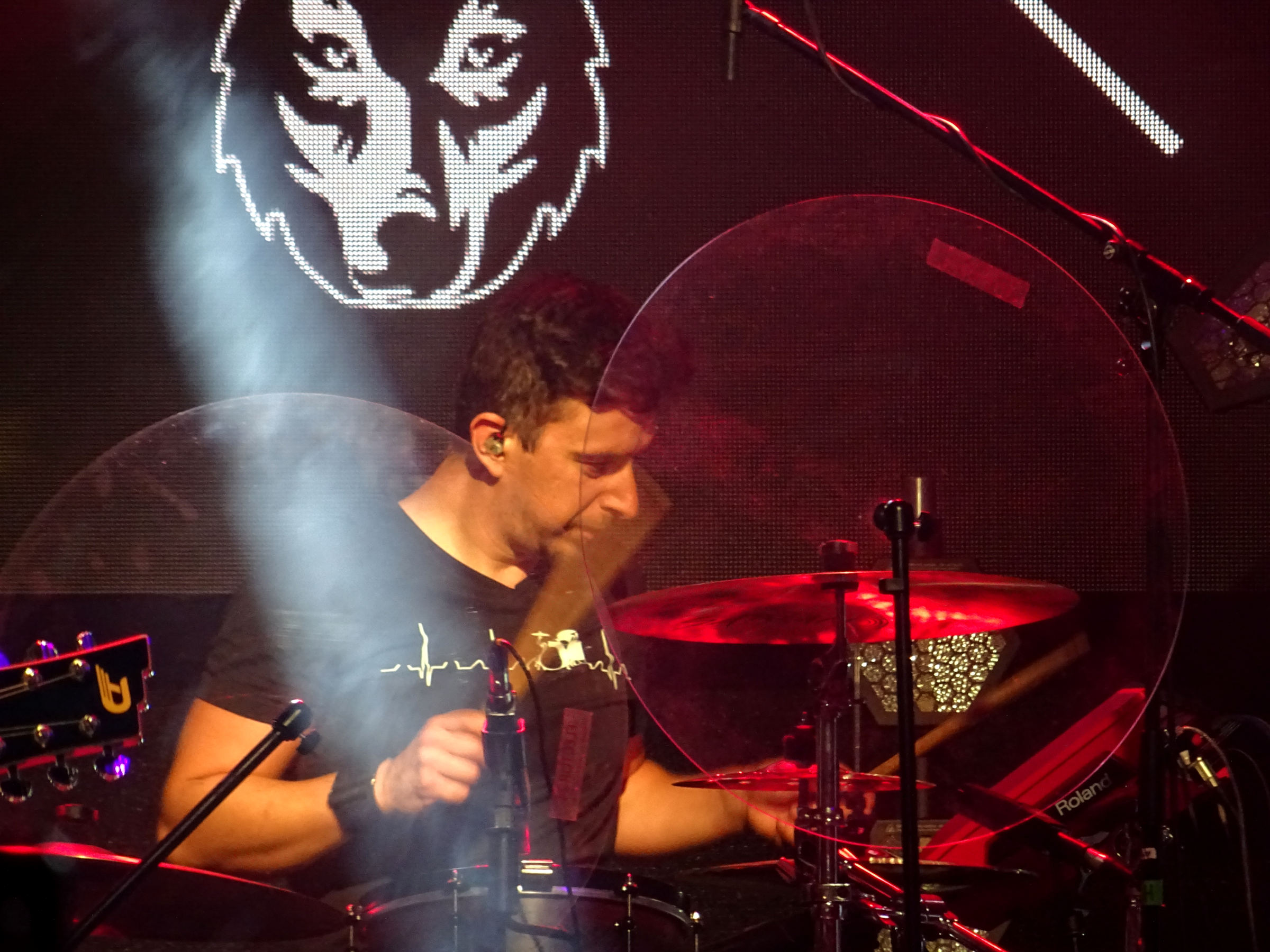
Bartis Szilárd

## Diszkográfia

### Albumok
| Év   | Cím                                                    | Típus                         | Kiadó                   |
| ---- | ------------------------------------------------------ | ----------------------------- | ----------------------- |
| 2013 | Ha rólad szólna                                        | EP                            | -                       |
| 2015 | Elviszlek                                              | stúdióalbum                   | szerzői kiadás          |
| 2016 | Vakít A Kék                                            | EP                            | szerzői kiadás          |
| 2017 | A Nap felé                                             | stúdióalbum                   | Prime Events Management |
| 2019 | Veled utazom                                           | stúdióalbum                   | Prime Events Management |
| 2020 | Csendes Vizeken (közreműködik a Heureka Pop Orchestra) | koncertalbum                  | Prime Events Management |
| 2021 | Fordul a világ                                         | stúdióalbum                   | Prime Events Management |
| 2023 | Angyalok a Parkolóban                                  | stúdióalbum                   | Prime Events Management |
| 2023 | Ünnep                                                  | stúdióalbum, ünnepi válogatás | Prime Events Managment  |

### Kislemezek és promóciós kislemezek
| Év   | Dal                                         | Legmagasabb helyezés | Legmagasabb helyezés | Legmagasabb helyezés | Legmagasabb helyezés | Legmagasabb helyezés | Legmagasabb helyezés | Album                    |
| Év   | Dal                                         | Mahasz               | Mahasz               | Mahasz               | Mahasz               | Mahasz               | Mahasz               | Album                    |
| Év   | Dal                                         | Rádiós Top 40        | Editors’ Choice      | Magyar Rádiós Top 40 | Dance Top 40         | Single Top 40        | Stream Top 40        | Album                    |
| ---- | ------------------------------------------- | -------------------- | -------------------- | -------------------- | -------------------- | -------------------- | -------------------- | ------------------------ |
| 2014 | Ha rólad szólna                             | –                    | –                    | –                    | –                    | –                    | –                    | Elviszlek                |
| 2015 | Élj a mának                                 | –                    | –                    | –                    | –                    | –                    | –                    | Elviszlek                |
| 2015 | Van egy ház                                 | –                    | –                    | –                    | –                    | –                    | –                    | Elviszlek                |
| 2015 | Add vissza                                  | –                    | –                    | –                    | –                    | –                    | –                    | Elviszlek                |
| 2015 | Esti ének                                   | –                    | –                    | –                    | –                    | –                    | –                    | A Nap felé               |
| 2016 | Vakít a kék                                 | –                    | –                    | –                    | –                    | –                    | –                    | A Nap felé               |
| 2016 | Harmonikás                                  | –                    | –                    | –                    | –                    | –                    | –                    | A Nap felé               |
| 2016 | Sanyi                                       | –                    | –                    | –                    | –                    | –                    | –                    | A Nap felé               |
| 2017 | Óriások                                     | –                    | –                    | –                    | –                    | –                    | –                    | A Nap felé               |
| 2017 | Kettőből egy                                | –                    | –                    | –                    | –                    | –                    | –                    | A Nap felé               |
| 2017 | Van ez a hely                               | 30                   | –                    | –                    | –                    | 14                   | –                    | A Nap felé               |
| 2017 | Úszom a Nap felé                            | –                    | –                    | –                    | –                    | –                    | –                    | A Nap felé               |
| 2017 | Magázós                                     | –                    | –                    | –                    | –                    | –                    | –                    | A Nap felé               |
| 2017 | Ébressz fel                                 | –                    | –                    | –                    | –                    | –                    | –                    | A Nap felé               |
| 2017 | Valahol itt                                 | 25                   | –                    | 24                   | –                    | 20                   | 35                   | Veled utazom             |
| 2018 | Dőlj hátra                                  | –                    | –                    | –                    | –                    | –                    | –                    | Veled utazom             |
| 2018 | Csendes vizeken                             | –                    | –                    | –                    | –                    | –                    | –                    | Veled utazom             |
| 2018 | Gyere velem                                 | –                    | –                    | –                    | –                    | –                    | –                    | Veled utazom             |
| 2019 | Olyan Ő                                     | 24                   | 10                   | 1                    | 1                    | 1                    | 4                    | Veled utazom             |
| 2019 | Maradj így                                  | –                    | –                    | –                    | –                    | –                    | –                    | Veled utazom             |
| 2019 | Vele utazom                                 | –                    | –                    | –                    | –                    | –                    | –                    | Veled utazom             |
| 2019 | Táncolj Ildi!                               | –                    | –                    | –                    | –                    | 12                   | –                    | Fordul a világ           |
| 2019 | Visszajövök                                 | 16                   | 15                   | 4                    | –                    | 3                    | 37                   | Fordul a világ           |
| 2020 | Boldog idők                                 | 13                   | –                    | –                    | –                    | 12                   | –                    | Fordul a világ           |
| 2020 | Fekszünk a strandon                         | 27                   | –                    | –                    | –                    | 22                   | –                    | Fordul a világ           |
| 2020 | Néked szólnak a harangok                    | –                    | –                    | –                    | –                    | –                    | –                    | Fordul a világ           |
| 2021 | Csak az ég tudja                            | 24                   | –                    | 22                   | –                    | –                    | –                    | Fordul a világ           |
| 2021 | Fordul a világ                              | –                    | –                    | –                    | –                    | 33                   | –                    | Fordul a világ           |
| 2021 | Álmodj énnekem                              | –                    | –                    | –                    | –                    | –                    | –                    | Fordul a világ           |
| 2021 | Őszi szél                                   | –                    | –                    | –                    | –                    | –                    | –                    | Fordul a világ           |
| 2021 | A királyném                                 | –                    | –                    | –                    | –                    | –                    | –                    | Fordul a világ           |
| 2021 | Vége a bálnak                               | –                    | –                    | –                    | –                    | –                    | –                    | Fordul a világ           |
| 2021 | Az a szép                                   | –                    | –                    | –                    | –                    | 20                   | –                    | Angyalok a Parkolóban    |
| 2022 | Csillag az égen                             | –                    | –                    | –                    | –                    | 40                   | –                    | Angyalok a Parkolóban    |
| 2022 | Balaton                                     | –                    | –                    | 13                   | –                    | 39                   | –                    | Angyalok a Parkolóban    |
| 2022 | Álljunk össze                               | 33                   | –                    | –                    | –                    | –                    | –                    | Angyalok a Parkolóban    |
| 2022 | Égnek a fények (nincs az albumban)          | –                    | –                    | –                    | –                    | –                    | –                    | Angyalok a Parkolóban    |
| 2023 | Fújj meg szél (közreműködik a Parno Graszt) | 37                   | –                    | 31                   | –                    | 6                    | –                    | Angyalok a Parkolóban    |
| 2023 | Kocsis                                      | –                    | –                    | –                    | –                    | –                    | –                    | Angyalok a Parkolóban    |
| 2023 | Fogadom                                     | –                    | –                    | –                    | –                    | –                    | –                    | Angyalok a Parkolóban    |
| 2023 | Galamb                                      | –                    | –                    | –                    | –                    | –                    | –                    | Angyalok a Parkolóban    |
| 2023 | Szép Mentés                                 | 31                   | –                    | –                    | –                    | –                    | –                    | Angyalok a Parkolóban    |
| 2023 | Angyalok a Parkolóban                       | –                    | –                    | –                    | –                    | –                    | –                    | Angyalok a Parkolóban    |
| 2024 | Ha reám süt                                 | –                    | –                    | –                    | –                    | –                    | –                    | (nem jelent meg albumon) |
| 2024 | Hull a hó                                   | –                    | 5                    | 2                    | –                    | –                    | –                    | Ünnep                    |
| 2025 | Lámpás                                      | –                    | –                    | –                    | –                    | –                    | –                    | (nem jelent meg albumon) |
| 2025 | Élni is Elviszem                            | –                    | –                    | –                    | –                    | –                    | –                    | (nem jelent meg albumon) |

## Díjak
- Petőfi Zenei Díj – Az év akusztikus koncertje (2019)
- Fonogram-díj – Az év hangfelvétele (2020, 2021)
- Petőfi Zenei Díj ― Az év videoklipje (2020) ― Visszajövök
- Petőfi Zenei Díj ― Az év zenekara (2020)[6]

## Méltatások, kritikák
Bencze Mihály szerint a Bagossy kapott „egy olyan rést, ami ugye beleül az emberek lelkébe, a szövegnek mondanivalója van, az embereket ez annyira megfogta, hogy az iskolában is ahogy megjelent a lemezetek, a diákok abban a helyben énekelték. Rögtön ezt a fiatalságot, s nemcsak ezt, hanem az idősebb réteget is megfogtátok. Érezzük azt, hogy valami újat hoztatok, valami szépet [...] tényleg egy igazi erdélyi magyar zenekar lettetek.”
A Fordul a világ számról az Index.hu kritikusa megjegyezte: a Bagossy „a szegény ember Quimbyje. Nosztalgizáló, modoros éneklés, összehordott alter gondolatfoszlányok, amelyek nem állnak össze igazi mondanivalóvá. A Fordul a világ szövege álboomerkedő, álértékszembesítő.”